# House of Blues
House of Blues en la actualidad opera 12 salas de concierto de música en vivo y restaurantes en los principales mercados en todo Estados Unidos. Fundada en una histórica casa de Harvard Square en 1992 por Isaac Tigrett, cofundador de Hard Rock Café, y Dan Aykroyd, House of Blues se ha convertido en un lugar principal en las giras que hacen las bandas por Estados Unidos.

## Información general
El primer House of Blues abrió el 26 de noviembre de 1992 en el Harvard Square distrito comercial y zona comercial de Cambridge, Massachusetts . La empresa fue financiada originalmente por Dan Aykroyd, Aerosmith, Paul Shaffer, River Phoenix, James Belushi y la Universidad de Harvard, entre otros. Esta ubicación original se ha cerrado desde entonces.
Dan Aykroyd y James Belushi se mantienen estrechamente asociadas a la marca y están presentes en la mayoría de las aberturas, la más reciente asistir y actuar en las celebraciones de inauguración de ambos de Houston y las Casas de Boston de Blues.
El 5 de julio de 2006, Live Nation , la mayor empresa de entretenimiento en vivo, adquirió el House of Blues. Como una división de Live Nation, la compañía opera actualmente 12 clubes de toda América del Norte con su ubicación en Atlantic City objeto de la franquicia. Nueve de estos lugares también cuentan con el club de membresía VIP.

## Galería

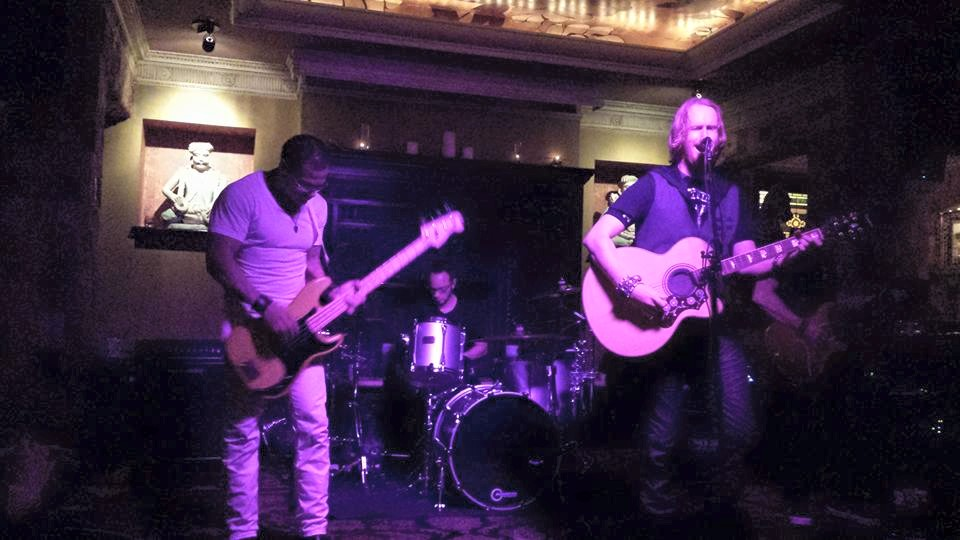
La banda de rock estadounidense Ashes of Eagles de Dallas (Texas) tocando en House of Blues
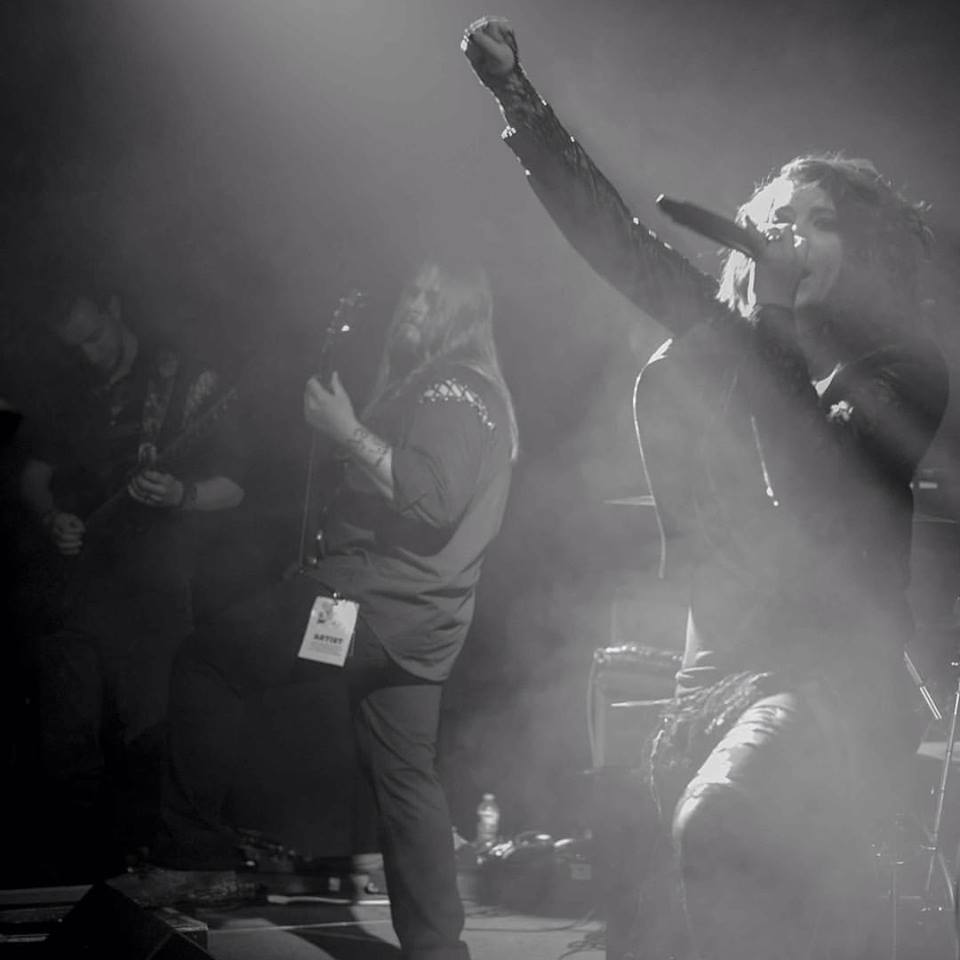
La banda de rock estadounidense Drive Thru Society de Dallas (Texas) tocando en House of Blues